# Kaskajmy Małe
Kaskajmy Małe (niem. Klein Köskeim) – przysiółek  wsi Sajna Wielka w Polsce, położony w województwie warmińsko-mazurskim, w powiecie kętrzyńskim, w gminie Korsze. Wchodzi w skład sołectwa Sajna Wielka.
W latach 1975–1998 przysiółek administracyjnie należał do województwa olsztyńskiego.